# NASCAR Grand National de 1954
A Temporada da NASCAR Grand National de 1954 foi a sexta edição da Nascar, com 37 etapas disputadas o campeão foi Lee Petty.

## Calendário
| '  | Data   | Corrida           | Circuito                        | Campeão         | Segundo         | Terceirio       |
| 1  | 7-feb  | Race 1            | Palm Beach Speedway             | Herb Thomas     | Buck Baker      | Lee Petty       |
| 2  | 21-feb | Race 2            | Daytona Beach & Road Course     | Lee Petty       | Buck Baker      | Curtis Turner   |
| 3  | 7-mrt  | Race 3            | Speedway Park                   | Herb Thomas     | Fonty Flock     | Lee Petty       |
| 4  | 21-mrt | Race 4            | Lakewood Speedway               | Herb Thomas     | Buck Baker      | Dick Rathmann   |
| 5  | 28-mrt | Race 5            | Oglethorpe Speedway             | Al Keller       | Buck Baker      | Gober Sosebee   |
| 6  | 28-mrt | Race 6            | Oakland Stadium                 | Dick Rathmann   | Marvin Panch    | John Soares     |
| 7  | 4-apr  | Wilkes County 160 | North Wilkesboro Speedway       | Dick Rathmann   | Herb Thomas     | Joe Eubanks     |
| 8  | 18-apr | Race 8            | Occoneechee Speedway            | Herb Thomas     | Donald Thomas   | Buck Baker      |
| 9  | 25-apr | Race 9            | Central City Speedway           | Gober Sosebee   | Dick Rathmann   | Jim Paschal     |
| 10 | 2-mei  | Race 10           | Langhorne Speedway              | Herb Thomas     | Al Keller       | Dick Rathmann   |
| 11 | 9-mei  | Race 11           | Wilson Speedway                 | Buck Baker      | Al Keller       | Ralph Liguori   |
| 12 | 16-mei | Race 12           | Martinsville Speedway           | Jim Paschal     | Lee Petty       | Curtis Turner   |
| 13 | 23-mei | Race 13           | Sharon Speedway                 | Lee Petty       | Buck Baker      | Dick Rathmann   |
| 14 | 29-mei | Raleigh 250       | Raleigh Speedway                | Herb Thomas     | Dick Rathmann   | Hershel McGriff |
| 15 | 30-mei | Race 15           | Charlotte Speedway              | Buck Baker      | Lee Petty       | Joe Eubanks     |
| 16 | 30-mei | Race 16           | Carrell Speedway                | John Soares     | Jim Dane        | Danny Letner    |
| 17 | 6-jun  | Race 17           | Columbia Speedway               | Curtis Turner   | Hershel McGriff | Dick Rathmann   |
| 18 | 13-jun | Race 18           | Linden Airport                  | Al Keller       | Joe Eubanks     | Buck Baker      |
| 19 | 19-jun | Race 19           | Hickory Motor Speedway          | Herb Thomas     | Lee Petty       | Buck Baker      |
| 20 | 25-jun | Race 20           | Monroe County Fairgrounds       | Lee Petty       | Herb Thomas     | Dick Rathmann   |
| 21 | 27-jun | Race 21           | Williams Grove Speedway         | Herb Thomas     | Dick Rathmann   | Hershel McGriff |
| 22 | 3-jul  | Race 22           | Piedmont Interstate Fairgrounds | Herb Thomas     | Jimmie Lewallen | Lee Petty       |
| 23 | 4-jul  | Race 23           | Asheville-Weaverville Speedway  | Herb Thomas     | Jimmie Lewallen | Dick Rathmann   |
| 24 | 10-jul | Race 24           | Santa Fe Speedway               | Dick Rathmann   | Herb Thomas     | Hershel McGriff |
| 25 | 11-jul | Race 25           | Grand River Speedrome           | Lee Petty       | Buck Baker      | Dick Rathmann   |
| 26 | 30-jul | Race 26           | Morristown Speedway             | Buck Baker      | Herb Thomas     | Hershel McGriff |
| 27 | 1-aug  | Race 27           | Oakland Stadium                 | Danny Letner    | Marvin Panch    | Allen Adkins    |
| 28 | 13-aug | Race 28           | Southern States Fairgrounds     | Lee Petty       | Dick Rathmann   | Bob Welborn     |
| 29 | 22-aug | Race 29           | Bay Meadows Speedway            | Hershel McGriff | Bill Amick      | Dick Rathmann   |
| 30 | 29-aug | Race 30           | Corbin Speedway                 | Lee Petty       | Hershel McGriff | Buck Baker      |
| 31 | 6-sep  | Southern 500      | Darlington Raceway              | Herb Thomas     | Curtis Turner   | Marvin Panch    |
| 32 | 12-sep | Race 32           | Central City Speedway           | Hershel McGriff | Tim Flock       | Lee Petty       |
| 33 | 24-sep | Race 33           | Southern States Fairgrounds     | Hershel McGriff | Lee Petty       | Buck Baker      |
| 34 | 26-sep | Race 34           | Langhorne Speedway              | Herb Thomas     | Lee Petty       | Hershel McGriff |
| 35 | 10-okt | Mid-South 250     | Memphis-Arkansas Speedway       | Buck Baker      | Dick Rathmann   | Lee Petty       |
| 36 | 17-okt | Race 36           | Martinsville Speedway           | Lee Petty       | Hershel McGriff | Buck Baker      |
| 37 | 24-okt | Wilkes 160        | North Wilkesboro Speedway       | Hershel McGriff | Buck Baker      | Herb Thomas     |

## Classificação final
| 1  | Lee Petty       | 8649 |
| 2  | Herb Thomas     | 8366 |
| 3  | Buck Baker      | 6893 |
| 4  | Dick Rathmann   | 6760 |
| 5  | Joe Eubanks     | 5467 |
| 6  | Hershel McGriff | 5137 |
| 7  | Jim Paschal     | 3903 |
| 8  | Jimmie Lewallen | 3233 |
| 9  | Curtis Turner   | 2994 |
| 10 | Ralph Liguori   | 2905 |